# Società ad alta e bassa fiducia

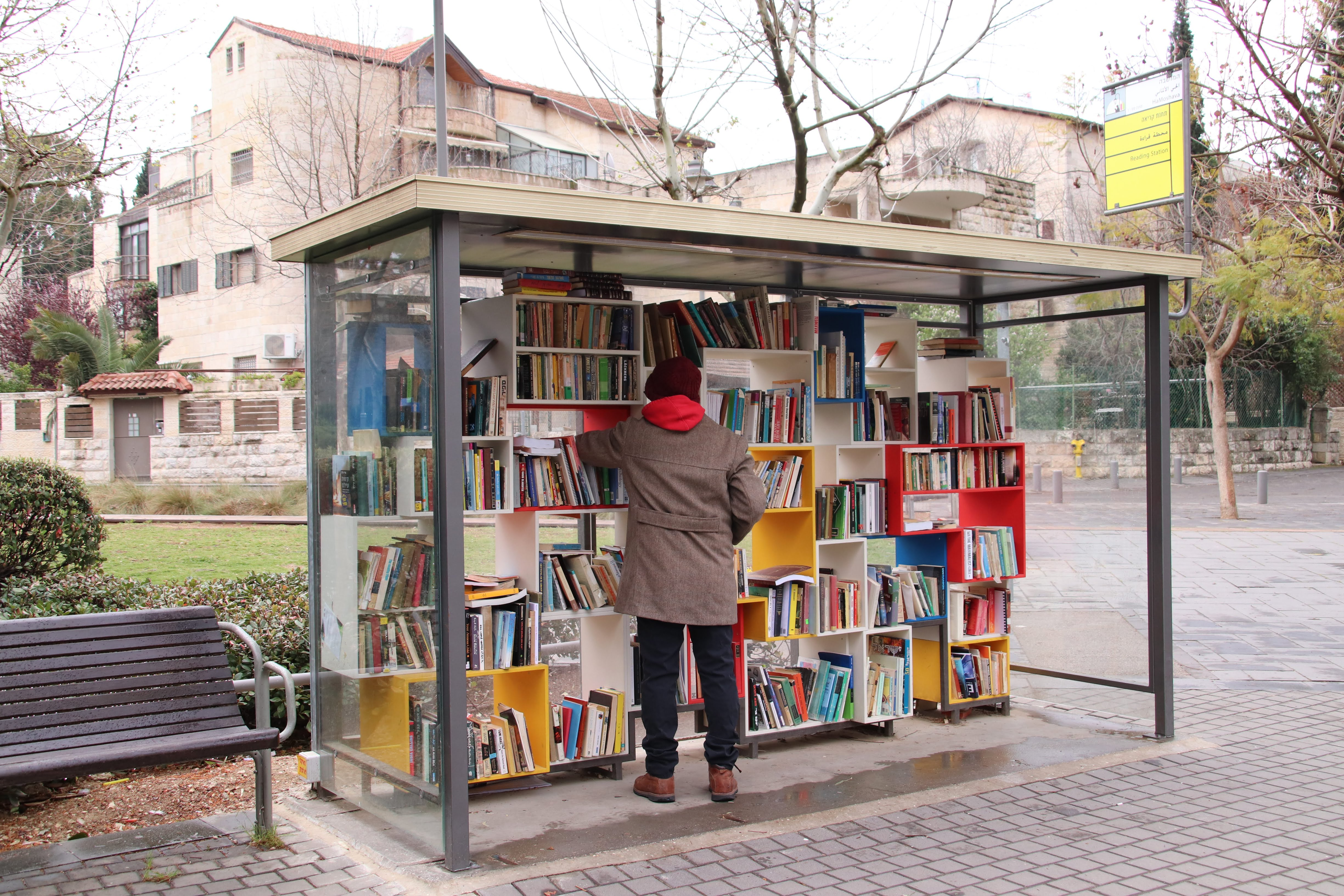
Un fattore di riconoscimento di una società ad alta fiducia sono ad esempio le librerie "sociali". Esse vengono organizzate e promosse nelle società dove non c'è timore di eventuali furti, dunque con una fiducia sociale alta.

Una società viene definita a fiducia alta o bassa in base al rispetto dei valori etici condivisi. Una società ad alta fiducia è una società in cui la fiducia interpersonale è relativamente alta e dove i valori etici sono fortemente condivisi. Una società a bassa fiducia, al contrario, è definita come una società in cui la fiducia interpersonale è relativamente bassa e mancano valori etici condivisi.

## Istituzioni e meccanismi

Fiducia verso gli altri in Europa (Our World in Data, 2020).

Secondo i ricercatori Samuel Natale e Robert Hoffman, le società a bassa fiducia sono tipicamente basate sulla parentela; i risultati delle società a bassa fiducia possono includere difficoltà nel formare e mantenere strutture aziendali extrafamigliari. I meccanismi e le istituzioni che sono corrotti, disfunzionali o completamente assenti nelle società a bassa fiducia, ma presenti in quelle alte, includono il rispetto dei diritti di proprietà privata, un sistema giudiziario civile affidabile, il voto democratico e l'accettazione dei risultati elettorali e il pagamento volontario delle tasse. La ricerca ha identificato una correlazione tra culture lineari-attive (ad esempio, seguire un programma giornaliero con un singolo compito alla volta) con società ad alta fiducia e culture multi-attive (programmi flessibili con molti compiti contemporaneamente, spesso in un ordine non pianificato) con culture a bassa fiducia.

## Esempi
Uno studio del 2007 ha Tra i 47 paesi inclusi nel sondaggio del 2007, la Cina aveva il livello più alto di fiducia sociale insieme alla Svezia, la quale ha avuto una grande immagine di fiducia in altri studi, come tutti gli altri paesi scandinavi. Sempre in Asia, il Giappone è considerata fra le nazioni con la società ad alta fiducia. In media, una soddisfacente fiducia è stata anche notata verso il resto dell'Europa, con una fiducia maggiore verso l'Europa occidentale che verso l'orientale. Hanno invece avuto un pessimo risultato il medio oriente, l'America Latina e soprattutto l'Africa: delle nazione scelte, tutte queste superavano il 51% della sfiducia nei confronti delle loro società, dal più basso, ossia il Mali con il 51% di sfiducia fino al Kenya con il 75% di sfiducia.